# 1977년 세계 태권도 선수권 대회
1977년 세계 태권도 선수권 대회는 횟수로 3회째로 개최되는 세계 태권도 선수권 대회이다. 미국 시카고에 위치한 인터내셔널 엠피시어터에서 1977년 9월 15일에서 9월 17일까지 경기를 진행했다. 46개국 720명의 선수가 참가했다.

## 메달 리스트
| 체급             | 금           | 은                      | 동                        |
| 핀급 (−48kg)     | 여성기 (KOR) | 하이메 데파블로스 (MEX) | Sheu Jiom-shi (ROC)       |
| 핀급 (−48kg)     | 여성기 (KOR) | 하이메 데파블로스 (MEX) | Turgay Ertuğrul(FRG)      |
| 플라이급 (−53kg) | 하석광 (KOR) | 호르헤 라미레스 (ECU)   | Moritz Von Nacher (MEX)   |
| 플라이급 (−53kg) | 하석광 (KOR) | 호르헤 라미레스 (ECU)   | 프란시스코 가르시아 (ESP) |
| 밴텀급 (−58kg)   | 김종기 (KOR) | Hour Waei-shing (ROC)   | 헬무트 스토페 (FRG)       |
| 밴텀급 (−58kg)   | 김종기 (KOR) | Hour Waei-shing (ROC)   | 레이날도 살라사르 (MEX)   |
| 페더급 (−63kg)   | 박정호 (KOR) | 그레그 피어스 (USA)     | 페터르 살름 (NED)         |
| 페더급 (−63kg)   | 박정호 (KOR) | 그레그 피어스 (USA)     | 프레데리크 쿠아시 (CIV)   |
| 라이트급 (−68kg) | 황밍더 (ROC) | 최재천 (KOR)            | 어니 레이스 (USA)         |
| 라이트급 (−68kg) | 황밍더 (ROC) | 최재천 (KOR)            | 에두아르도 메르찬 (ESP)   |
| 웰터급 (−73kg)   | 유영합 (KOR) | 테오필 도수 (CIV)       | 마누엘 후라도 (MEX)       |
| 웰터급 (−73kg)   | 유영합 (KOR) | 테오필 도수 (CIV)       | 라이너 뮐러 (FRG)         |
| 미들급 (−80kg)   | 허송 (KOR)   | 제임스 커비 (USA)       | 마누엘 살세도 (ESP)       |
| 미들급 (−80kg)   | 허송 (KOR)   | 제임스 커비 (USA)       | 카를로스 오브레곤 (MEX)   |
| 헤비급 (+80kg)   | 안장식 (KOR) | 린잉펑 (ROC)            | 디르크 융 (FRG)           |
| 헤비급 (+80kg)   | 안장식 (KOR) | 린잉펑 (ROC)            | 존 홀러웨이 (USA)         |

## 메달 집계
| 순위  | 국가         | 금메달 | 은메달 | 동메달 | 합계 |
| ----- | ------------ | ------ | ------ | ------ | ---- |
| 1     | 대한민국     | 7      | 1      | 0      | 8    |
| 2     | 중화민국     | 1      | 2      | 1      | 4    |
| 3     | 미국         | 0      | 2      | 2      | 4    |
| 4     | 멕시코       | 0      | 1      | 4      | 5    |
| 5     | 코트디부아르 | 0      | 1      | 1      | 2    |
| 6     | 에콰도르     | 0      | 1      | 0      | 1    |
| 7     | 서독         | 0      | 0      | 4      | 4    |
| 8     | 스페인       | 0      | 0      | 3      | 3    |
| 9     | 네덜란드     | 0      | 0      | 1      | 1    |
| Total | Total        | 8      | 8      | 16     | 32   |